# Berger de Picardie
Der Berger de Picardie ist eine von der FCI anerkannte französische Hunderasse (FCI-Gruppe 1, Sektion 1, Standard Nr. 176).

## Herkunft und Geschichtliches
Die Ahnen des Berger de Picardie sollen schon mit den Kelten in die Picardie gekommen sein. Die beiden Weltkriege dezimierten den Bestand der Rasse sehr stark. Davon hat sie sich bis heute nicht erholt, da vor allem nach dem Zweiten Weltkrieg kaum noch Zuchttiere vorhanden waren. Daher weist der heutige Berger de Picardie einen vergleichsweise hohen Inzuchtkoeffizienten auf.

## Beschreibung
Der Berger de Picardie ist ein bis 65 cm großer, ca. 32 kg schwerer Schäferhund. Sein Fell ist gerade und ziegenartig spröde, wetterfest und dicht. Die Ohren stehen und sind mittelgroß. Am häufigsten tritt die Rasse in den Farben rehbraun, grau oder fauve (falb) auf.

## Wesen
Der Berger de Picardie gilt als sehr selbständig und eigenwillig, was bei einer Verwendung als Begleithund bzw. Familienhund berücksichtigt werden muss. Seine Erziehung muss von liebevoller Konsequenz, Geduld und Beharrlichkeit, aber auch viel Sensibilität gekennzeichnet sein. Trotz seiner Eigenwilligkeit ist er sehr sensibel und menschenbezogen, was sich vor allem im Umgang mit Kindern und am ausgeprägten Schutzinstinkt zeigt.

## Verwendung
Ursprünglich wurde er als Hütehund gezüchtet und genutzt, wird hierfür jedoch heute kaum noch verwendet. Aufgrund seiner Eigenschaften wird der Picard meist als Familienhund gehalten. Er ist aber ebenso als Rettungs-, Begleit- und Schutzhund geeignet.

## Trivia
Ein Berger de Picardie war auch in der Rolle des "Ludwig" in der Filmreihe der Eberhoferkrimis zu sehen.